# Wilhelm Telle (Komponist)
Friedrich Wilhelm Telle (* 9. September 1798 in Berlin; † 10. Mai 1862 ebenda) war ein deutscher Pianist und Komponist sowie Musikdirektor an verschiedenen Theatern.

## Leben
Der Sohn des Ballettmeisters und Choreografen Constantin Michel Telle erhielt zunächst eine pianistische Ausbildung bei Franz Lauska und lernte Musiktheorie bei Joseph Augustin Gürrlich. Nach einem ersten öffentlichen Auftritt im Jahr 1816 als Pianist in Berlin ging er anschließend nach Paris, wo er bis 1819 Komposition bei Luigi Cherubini studierte.
Im Jahr 1820 kehrte Telle nach Berlin zurück, wo er im gleichen Jahr an den Königlichen Schauspielen, an denen sein Vater als Ballettmeister und Choreograph tätig war, seine ersten Werke zur Uraufführung brachte: am 12. Januar sein Ballett „Der Müller“ und am 15. August seine Oper „Das Schützenfest“. Als 1824 das neue Königsstädtische Theater in Berlin eröffnet wurde, erhielt Telle einen ersten Anstellungsvertrag als zweiter Musikdirektor unter Karl Friedrich Cerf und dem Opernregisseur Wilhelm Ehlers. Bereits ein Jahr später wechselte er zusammen mit Ehlers an das alte Theater in Magdeburg, wo Telle bis 1827 als Musikdirektor tätig war. In der Zeit des dortigen Interregnums im Mai 1825 gehörte Telle unter anderem zusammen mit Wilhelm August Wohlbrück der kommissarischen Theaterleitung an. Noch im gleichen Jahr, am 23. Dezember, gelangte in Magdeburg seine Oper „Husarenliebe“ nach einem Text von Karl Friedrich Müchler zur Uraufführung.
Im Jahr 1827 wechselte Telle an das Theater Aachen, wo er wiederum als Musikdirektor zunächst unter Heinrich Eduard Bethmann und danach unter Joseph August Röckel eingesetzt wurde. Eigens zu seiner Einführung komponierte er eine Festouvertüre, die am 28. April 1828 zur Uraufführung kam. Ab dem 1. November 1830 wurde Telle nach einem glücklosen Jahr des bisherigen Leiters Karl Fischer in Aachen als Theaterdirektor übernommen. Hier verpflichtete er für eine Saison zunächst seinen Vater Constantin als Ballettmeister und Choreograph. Nachdem das Theater finanzielle Schwierigkeiten bekam und die Theaterleitung am 5. Juli 1831 von einer Aktiengesellschaft unter Führung von James Cockerill übernommen wurde, wurde Telle wieder als Musikdirektor zurückversetzt. Als solcher brachte er am 22. Dezember 1831 noch seine Oper „Rafael“ zur Uraufführung.
Ein Jahr später verließ er Aachen und trat erst 1834/1835 als Kapellmeister am Theater am Kärntnertor wieder in Erscheinung. Ab 1840 wurde Telle dann als Musikdirektor am Theater Bamberg und ab 1843 in gleicher Funktion am alten Kieler Stadttheater verpflichtet. Im Jahr 1845 kehrte er nach Berlin zurück, wo er noch einige Kompositionen veröffentlichte und am 10. Mai 1862 in einem Anfall von Schwermut Selbstmord verübte.

## Werke (Auswahl)
- Das Carneval von Venedig, pantomimisches Ballet in einem Aufzuge, Text: François Michel Hoguet, Berlin 1820
- Der Müller, Ballett, Uraufführung in Berlin am 12. Januar 1820
- Das Schützenfest, Oper in zwei Akten, Text: Sophie Friederike Krickeberg, Uraufführung in Berlin am 15. August 1820
- Husarenliebe, Oper, Text: Karl Friedrich Müchler, Uraufführung in Magdeburg am 23. Dezember 1825
- Arien und Gesänge aus: Der Bezauberten Rose, Oper in drei Abtheilungen, Text Eduard Heinrich Gehe, Berlin 1830
- Rafael oder das Kloster zu St. Iago, Oper in drei Akten, Text: Franz Arendt, Uraufführung in Aachen am 22. Dezember 1831
- Sarah, oder: Die Waise von Glencoe, romantische Oper in zwei Akten, Text: Anne-Honoré Joseph Duveyrier
- Lebende Blumen, Operette in einem Akt, Text: Eduard Jerrmann, Berlin 1853